# Новые Брынзены
Новые Брынзены (рум. Brînzenii Noi, Брынзений Ной) — село в Теленештском районе Молдавии. Является административным центром коммуны Новые Брынзены, включающей также село Старые Брынзены.

## География
Село расположено на высоте 72 метров над уровнем моря.

## Население
По данным переписи населения 2004 года, в селе Брынзений Ной проживает 943 человека (442 мужчины, 501 женщина).
Этнический состав села:
| Национальность | Число жителей | Процентный состав |
| -------------- | ------------- | ----------------- |
| молдаване      | 698           | 74.02             |
| украинцы       | 207           | 21.95             |
| русские        | 18            | 1.91              |
| румыны         | 9             | 0.95              |
| болгары        | 2             | 0.21              |
| прочие         | 9             | 0.95              |
| Всего          | 943           | 100%              |